# Alan Price Set
Alan Price Set, musikgrupp bildad av Alan Price i London, England 1965. Alan Price hade precis lämnat The Animals där han var organist, och förutom honom bestod Alan Price Set av Clive Burrows, Steve Gregory (båda saxofon), John Walters (trumpet), Rod Slade (basgitarr) och Roy Mills (trummor).
Gruppen släppte sin första singel sommaren 1965 men fick inte en hit förrän nästa år då deras bluesinfluerade version av "I Put a Spell on You" blev en hit i hemlandet. Deras största hit var "Simon Smith and his Amazing Dancing Bear" våren 1967. Gruppen upplöstes 1968, men Price själv är fortfarande aktiv.
Deras största hit i Sverige var "The House That Jack Built", vilken för övrigt inte skall förväxlas med den låt Aretha Franklin gjort känd.

## Diskografi
Studioalbum
- The Price To Pay (1966)
- A Price On His Head (1967)

Samlingsalbum
- Priceless Hits (1967)

EPs
- Bare Footin' (EP)	 (1966)
- The Amazing Alan Price (EP) (1967)

Singlar
- "Any Day Now (My Wild Beautiful Bird)" / "Never Be Sick On Sunday" (1965)
- "Hi-Lili, Hi-Lo" / "Take Me Home" (1966)
- "Willow Weep For Me" / "Yours Until Tomorrow" (1966)
- "I Put a Spell on You" / "Iechyd-Da" (1966)
- "Shame" / "Don't Do That Again" (1967)
- "Simon Smith And The Amazing Dancing Bear" / "Tickle" (1967)
- "The House That Jack Built" / "Who Cares" (1967)
- "Don't Stop The Carnival" / "The Time Has Come" (1968)
- "Love Story" / "My Old Kentucky Home" (1968)